# David Espinoza
David Espinoza (San Vicente de Cañete, 29 de diciembre de 1958) es un exfutbolista peruano. Desempeñó como arquero en varios clubes solo del Perú. Es padre del futbolista Ítalo Espinoza, también arquero en diversos clubes profesionales. Y tio de los futbolistas Manuel "arañita" Garcia y Fernando Pacheco Rivas.

## Trayectoria
Se inició en Unión Bujama de Mala para pasar luego en el Club Atlético Chalaco, donde debutó en Primera División en un clásico contra el Club Alianza Lima. Luego de muchos años, en 1985 paso al Club Centro Deportivo Municipal, luego al Club Cienciano del Cuzco y finalmente al Foot Ball Club Melgar donde no pudo continuar debido a un problema de artrosis en la rodilla y luego la rotura del tendón de Aquiles de la misma pierna.
Tras su retiro empezó su etapa de prepararador de arqueros donde formó entre otros a Pedro Gallese actual arquero de la Selección de fútbol del Perú  y a Alejandro Duarte.
Actualmente es preparador de porteros en Universidad San Martín.

## Clubes
| Club                            | País | Temporada |
| ------------------------------- | ---- | --------- |
| Unión Bujama                    | Perú | 1977      |
| Club Atlético Chalaco           | Perú | 1978-1985 |
| Club Centro Deportivo Municipal | Perú | 1986-1990 |
| Club Sportivo Cienciano         | Perú | 1991-1992 |
| Foot Ball Club Melgar           | Perú | 1993-1994 |